# Eccellenza Friuli-Venezia Giulia 2020-2021
Il campionato italiano di calcio di Eccellenza regionale 2020-2021 è la trentesima edizione del campionato di Eccellenza. Rappresenta il quinto livello del campionato italiano e il primo a livello regionale.

## Stagione

### Formula
Obbligo di impiego calciatori "giovani".
Alle gare del campionato di Eccellenza e alla altre dell’attività ufficiale organizzata dalla Lega Nazionale Dilettanti, possono partecipare, senza alcuna limitazione di impiego in relazione all’età massima, tutti i calciatori regolarmente tesserati per la stagione sportiva 2020-2021 che abbiano compiuto anagraficamente il 15º anno di età, nel rispetto delle condizioni previste dall’art. 34, comma 3, delle N.O.I.F.
Premesso quanto sopra, come pubblicato sul c.u. 127 del 30/06/2020, il Consiglio Direttivo del Comitato Regionale Friuli Venezia Giulia, nell’intento di valorizzare maggiormente i calciatori giovani e preso atto della volontà manifestata dalle Società interessate, previo nulla osta da parte della L.N.D., ha stabilito che nelle singole gare dell’attività ufficiale 2020-2021, le Società partecipanti ai campionati di Eccellenza e Promozione avranno l’obbligo di impiegare – sin dall’inizio e per l’intera durata delle stesse e, quindi, anche nel caso di sostituzioni successive di uno o più dei partecipanti – almeno TRE calciatori (Eccellenza e Promozione) così distinti in relazione alle seguenti fasce di età:
- 1 nato dall’1.1.2000 in poi
- 1 nato dall’1.1.2001 in poi
- 1 nato dall’1.1.2002 in poi

Resta inteso che, in relazione a quanto precede, debbono eccettuarsi i casi di espulsione dal campo e, qualora siano state già effettuate tutte le sostituzioni consentite, anche i casi di infortunio dei calciatori delle fasce di età interessate.

### Avvenimenti
Col c.u. 10 del 01/07/2020 il Comitato Regionale F.V.G. ha comunicato le 20 squadre aventi diritto di partecipare al campionato di Eccellenza Friuli-Venezia Giulia 2020-2021:
- 14 hanno mantenuto la categoria: Brian Lignano Calcio, Comunale Fiume Veneto Bannia, Comunale Fontafredda, Flaibano, Gemonese, Lumignacco, Polisportiva Codroipo, Pro Cervignano Muscoli, Pro Fagagna, Pro Gorizia, Ronchi Calcio, Torviscosa, Tricesimo e Virtus Corno
- 2 sono retrocesse dalla Serie D: San Luigi Calcio e Tamai
- 2 sono state promosse dalla Promozione: Spal Cordovado e Chiarbola Ponnziana Calcio
- 2 sono state ripescate dal campionato di Promozione: Sistiana Sesljan (miglior 2ª classificata) e Primorec (retrocessa dal Campionato di Eccellenza).

Con il c.u. 06 del 22/07/2020 si certifica la fusione tra:
- Rive D'Arcano e Flaibano in A.S.D. Rive D'Arcano Flaibano
- Primorje e Primorec in A.S.D. Primorec 1966

Il Torviscosa presenta domanda di ripescaggio in Serie D.
Con il c.u. 13 del 28/08/2020 si ratifica la composizione del girone unico nonché della formula della Coppa Italia Dilettanti regionale a cui rinuncia il Lumignacco.
Con il c.u. 20 del 10/09/2020 vengono resi noti i calendari.
A seguito del DPCM del 24 ottobre 2020 sulla pandemia di COVID-19 del 2020 in Italia, ogni attività sportiva è stata sospesa fino al 14 novembre 2020, come specificato dal c.u. 42 del 27/10/2020, poi prolungata col c.u. 44 del 03/11/2020 fino al 24 novembre 2020 e infine sospesa a tempo indeterminato dal c.u. 48 del 24/11/2020.
Nel marzo 2021 si è decisa la cancellazione dei risultati acquisiti e una ripartenza in base volontaria per chi aderisse al progetto, come specificato nel c.u. 75 del 24/03/2021, tuttavia la mancanza di adesioni vede il Comitato Regionale del Friuli-Venezia Giulia dichiarare sospeso definitivamente la stagione 2020-2021 (c.u. 77 del 09/04/2021). Il San luigi e il Pro Gorizia hanno, però, aderito al girone B dell'Eccellenza Veneto 2020-2021 (c.u. 70 C.R.Veneto del 22/03/2021).

## Squadre partecipanti
| Club                         | Città (provincia)                 | Stadio                            | Stagione precedente           |
| ---------------------------- | --------------------------------- | --------------------------------- | ----------------------------- |
| Brian Lignano                | Lignano Sabbiadoro (UD)           | Stadio Teghil                     | 3º in Eccellenza              |
| Chiarbola Ponziana           | Chiarbola, Trieste                | Campo di via Petracco             | 1ª in Promozione/B            |
| Codroipo                     | Codroipo (UD)                     | Campo di Via Cinconvallazione Sud | 13º in Eccellenza             |
| Comunale Fiume Veneto Bannia | Fiume Veneto (PN)                 | Campo Principale                  | 6º in Eccellenza              |
| Comunale Fontanafredda       | Fontanafredda (PN)                | Stadio Omero Tognon               | 7º in Eccellenza              |
| Gemonese                     | Gemona del Friuli (UD)            | Stadio Ammiraglio Diego Simonetti | 14º in Eccellenza             |
| Lumignacco                   | Lumignacco di Pavia di Udine (UD) | Campo Sportivo di Lauzacco        | 15º in Eccellenza             |
| Primoreč 1966                | Prosecco, Trieste                 | Stadio Rouna                      | 16º in Eccellenza, ripescata  |
| Pro Cervignano Muscoli       | Cervignano del Friuli (UD)        | Stadio P. Dissabo                 | 5º in Eccellenza              |
| Pro Fagagna                  | Fagagna (UD)                      | Campo di via Tonutti              | 4º in Eccellenza              |
| Pro Gorizia                  | Gorizia                           | Stadio Enzo Bearzot               | 11º in Eccellenza             |
| Rive D'Arcano Flaibano       | Flaibano (UD)                     | Stadio Comunale                   | 9º in Eccellenza              |
| Ronchi                       | Ronchi dei Legionari (GO)         | Stadio Alfredo Lucca              | 8º in Eccellenza              |
| San Luigi                    | Trieste                           | Campo San Luigi                   | 19º in Serie D/C              |
| Sistiana Sesljan             | Sistiana (TS)                     | Complesso Sportivo di Visogliano  | 2º in Promozione/B, ripescata |
| SPAL Cordovado               | Cordovado (PN)                    | Campo di via Circonvallazione     | 1º in Promozione/A            |
| Tamai                        | Tamai di Brugnera (PN)            | Stadio comunale di Tamai          | 18º in Serie D/C              |
| Torviscosa                   | Torviscosa (UD)                   | Stadio Beppino Tonello            | 2º in Eccellenza              |
| Tricesimo                    | Tricesimo (UD)                    | Campo Mario Giordano              | 12º in Eccellenza             |
| Virtus Corno                 | Corno di Rosazzo (UD)             | Stadio G.A. Cudiz                 | 10º in Eccellenza             |

## Classifica prima della sospensione
- aggiornata al 25 ottobre 2020.

|  | Pos. | Squadra             | Pt | G | V | N | P | GF | GS | DR  |
|  | ---- | ------------------- | -- | - | - | - | - | -- | -- | --- |
|  | 1.   | San Luigi           | 15 | 6 | 5 | 0 | 1 | 20 | 9  | +11 |
|  | 2.   | Tamai               | 14 | 6 | 4 | 2 | 0 | 15 | 2  | +13 |
|  | 3.   | Rive D'Arcano       | 13 | 6 | 4 | 1 | 1 | 8  | 1  | +7  |
|  | 4.   | Torviscosa          | 13 | 6 | 4 | 1 | 1 | 13 | 7  | +6  |
|  | 5.   | Fiume Veneto Bannia | 13 | 6 | 4 | 1 | 1 | 8  | 4  | +4  |
|  | 6.   | Chiarbola Ponziana  | 12 | 6 | 4 | 0 | 2 | 11 | 5  | +6  |
|  | 7.   | Virtus Corno        | 12 | 6 | 4 | 0 | 2 | 9  | 6  | +3  |
|  | 8.   | Brian Lignano       | 11 | 6 | 3 | 2 | 1 | 8  | 4  | +4  |
|  | 9.   | Pro Gorizia         | 9  | 5 | 3 | 0 | 2 | 7  | 3  | +4  |
|  | 10.  | Codroipo            | 8  | 6 | 2 | 2 | 2 | 7  | 6  | +1  |
|  | 11.  | Sistiana Sesljan    | 8  | 6 | 2 | 2 | 2 | 6  | 5  | +1  |
|  | 12.  | Tricesimo           | 7  | 6 | 2 | 1 | 3 | 7  | 11 | -4  |
|  | 13.  | Gemonese            | 6  | 6 | 1 | 3 | 2 | 9  | 9  | 0   |
|  | 14.  | SPAL Cordovado      | 6  | 6 | 2 | 0 | 4 | 3  | 9  | -6  |
|  | 15.  | Ronchi              | 5  | 6 | 1 | 2 | 3 | 8  | 9  | -1  |
|  | 16.  | Pro Fagagna         | 5  | 6 | 1 | 2 | 3 | 4  | 11 | -7  |
|  | 17.  | Pro Cervignano      | 4  | 6 | 1 | 1 | 3 | 7  | 18 | -11 |
|  | 18.  | Fontanafredda       | 3  | 5 | 1 | 0 | 4 | 3  | 6  | -3  |
|  | 19.  | Lumignacco          | 0  | 4 | 0 | 0 | 4 | 3  | 11 | -8  |
|  | 20.  | Primorec 1966       | 0  | 6 | 0 | 0 | 6 | 3  | 23 | -20 |

Legenda:
       Promosso in Serie D 2021-2022.
  Ammesso ai play-off o ai play-out.
       Retrocesso in Promozione 2021-2022.
Regolamento:
Tre punti a vittoria, uno a pareggio, zero a sconfitta.
La classifica tiene conto di:
- Punti.
- Differenza reti.
- Reti realizzate.

## Risultati prima della sospensione

### Tabellone
- Aggiornato al 25 ottobre 2020.

Ogni riga indica i risultati casalinghi della squadra segnata a inizio della riga, contro le squadre segnate colonna per colonna (che invece avranno giocato l'incontro in trasferta). Al contrario, leggendo la colonna di una squadra si avranno i risultati ottenuti dalla stessa in trasferta, contro le squadre segnate in ogni riga, che invece avranno giocato l'incontro in casa.
|                      | BRI  | CBP  | CDP  | CFI  | CFO  | GEM  | LUM  | PRI  | PRC  | PRF  | PRG  | RIV  | RON  | SLU  | SIS  | SPA  | TAM  | TOR  | TRI  | VIR  |
| -------------------- | ---- | ---- | ---- | ---- | ---- | ---- | ---- | ---- | ---- | ---- | ---- | ---- | ---- | ---- | ---- | ---- | ---- | ---- | ---- | ---- |
| Brian Lignano        | –––– | -    | -    | -    | -    | -    | -    | -    | -    | 0-0  | 1-0  | -    | -    | -    | -    | 3-0  | -    | -    | -    | -    |
| Chiarbola Ponziana   | -    | –––– | -    | -    | -    | -    | -    | 4-1  | -    | -    | -    | -    | 3-0  | -    | -    | -    | -    | 3-0  | -    | -    |
| Codroipo             | -    | -    | –––– | 0-1  | -    | -    | 2-0  | -    | -    | -    | -    | -    | -    | -    | 1-1  | -    | -    | -    | -    | -    |
| Com. Fiume Veneto B. | -    | -    | -    | –––– | 1-0  | -    | -    | -    | -    | -    | -    | 1-0  | -    | -    | -    | -    | -    | -    | -    | 0-1  |
| Com. Fontanafredda   | -    | 2-0  | -    | -    | –––– | -    | -    | -    | 1-2  | -    | -    | -    | -    | -    | -    | 0-1  | -    | -    | -    | -    |
| Gemonese             | 2-2  | -    | -    | -    | -    | –––– | -    | -    | -    | -    | -    | -    | -    | 4-2  | 1-1  | -    | 1-1  | -    | -    | -    |
| Lumignacco           | -    | -    | -    | -    | -    | -    | –––– | -    | -    | -    | -    | -    | -    | 2-4  | -    | -    | -    | -    | -    | 0-1  |
| Primorec             | -    | -    | -    | -    | -    | -    | -    | –––– | -    | -    | -    | -    | 0-5  | -    | -    | -    | -    | -    | 1-2  | -    |
| Pro Cervignano M.    | -    | -    | 1-2  | -    | -    | -    | -    | -    | –––– | -    | -    | -    | 1-1  | -    | -    | -    | -    | 0-3  | -    | -    |
| Pro Fagagna          | -    | -    | 2-2  | -    | -    | 1-0  | -    | -    | -    | –––– | 0-2  | -    | -    | -    | -    | -    | 0-4  | -    | -    | -    |
| Pro Gorizia          | -    | -    | -    | -    | -    | 2-1  | -    | -    | -    | -    | –––– | -    | -    | -    | 0-1  | -    | -    | -    | -    | -    |
| Rive D'Arcano F.     | -    | 2-0  | -    | -    | -    | -    | -    | 4-0  | -    | -    | -    | –––– | -    | -    | -    | -    | -    | -    | -    | -    |
| Ronchi               | -    | -    | -    | 0-2  | -    | -    | -    | -    | -    | -    | -    | 0-1  | –––– | -    | -    | -    | -    | -    | 2-2  | -    |
| San Luigi            | -    | -    | -    | -    | -    | -    | -    | -    | 8-1  | 3-1  | -    | -    | -    | –––– | -    | 2-1  | -    | -    | -    | -    |
| Sistiana Sesljan     | 1-2  | -    | -    | -    | 2-0  | -    | -    | -    | -    | -    | -    | -    | -    | 0-1  | –––– | -    | -    | -    | -    | -    |
| Spal Cordovado       | -    | -    | 1-0  | -    | -    | -    | -    | -    | -    | -    | 0-3  | -    | -    | -    | -    | –––– | -    | 0-1  | -    | -    |
| Tamai                | 1-0  | -    | -    | -    | -    | -    | -    | 4-0  | -    | -    | -    | 0-0  | -    | -    | -    | -    | –––– | -    | -    | -    |
| Torviscosa           | -    | -    | -    | 3-3  | -    | -    | 4-1  | -    | -    | -    | -    | -    | -    | -    | -    | -    | -    | –––– | 2-0  | -    |
| Tricesimo            | -    | -    | -    | -    | -    | -    | -    | -    | -    | -    | -    | 0-1  | -    | -    | -    | -    | 1-5  | -    | –––– | 2-0  |
| Virtus Corno         | -    | 0-1  | -    | -    | -    | -    | -    | 4-1  | 3-2  | -    | -    | -    | -    | -    | -    | -    | -    | -    | -    | –––– |